# Niviventer
Niviventer és un gènere de rosegadors de la subfamília dels murins. El gènere inclou una vintena llarga d'espècies originàries del sud i sud-est d'asiàtic.

## Distribució i hàbitat
La seva àrea de distribució s'estén des de l'Índia i la Xina central fins a Borneo i Java. El seu hàbitat té diverses formes forestals de boscos. Poden viure tant a terra com als arbres.

## Descripció
Es tracta d'espècies de rosegadors de mida mitjana, que tenen una longitud del cap i del cos d'entre 11 i 21 centímetres, i una cua monocroma o bicolor que fa entre 12 i 27 centímetres de llargada. El seu pes es troba entre 60 i 80 grams. El color del pelatge varia entre el marró grisenc o el marró vermellós, sent de color blanc o crema al ventre.
El crani es caracteritza per un enfocament de l'arc zigomàtic molt elevat en l'os temporal, uns canals incisius que s'estenen des dels incisius fins als primers molars i una vora posterior del paladar que s'estén fins al marge posterior del tercer molar superior. El pavelló auricular és comparativament petit.

## Taxonomia
El gènere va ser descrit per primer cop per Joe T. Marshall el 1976, establint Niviventer niviventer, originalment Mus niviventer, com a espècimen tipus.

### Espècies
- Niviventer andersoni - a les zones muntanyoses de la Xina central i meridional.
- Niviventer brahma - al nord-est de l'Índia i al nord de Myanmar.
- Niviventer bukit - Cambodja, Laos, Tailàndia i el Vietnam
- Niviventer cameroni - zones altes de la península de Malaca.
- Niviventer confucianus - Xina central i oriental, i nord del sud-est asiàtic.
- Niviventer coninga - Taiwan.
- Niviventer cremoriventer - península de Malaca, Sumatra, Borneo i Java.
- Niviventer culturatus - Taiwan.
- Niviventer eha - a la regió de l'Himàlaia del nord de l'Índia i el Nepal, i al sud de la Xina.
- Niviventer excelsior - sud-oest de la Xina.
- Niviventer fengi - Tibet
- Niviventer fraternus - a l'oest de Sumatra.
- Niviventer fulvescens - a tot el sud-est asiàtic.
- Niviventer hinpoon - sud-est de Tailàndia.
- Niviventer huang - Cambodja, Laos, Tailàndia, el Vietnam i la Xina
- Niviventer langbianis - a gran part del nord del sud-est asiàtic.
- Niviventer lepturus - a Java.
- Niviventer lotipes - a l'illa de Hainan.
- Niviventer mekongis - Laos, Vietnam i sud de la Xina
- Niviventer niviventer - a la regió de l'Himàlaia.
- Niviventer rapit - a Borneo.
- Niviventer tenaster - al nord del sud-est asiàtic.

## Estat de conservació
De les 22 espècies que formen aquest gènere, 16 espècies estan catalogades en risc mínim per la UICN, i només N. cameroni i N. hinpoon estan catalogades com a vulnerable i en perill, respectivament.